# Георг Еберс
Георг Моріц Еберс (нім. Georg Moritz Ebers, 1 березня 1837, Берлін, — 7 серпня 1898, Тутцинг, Баварія) — німецький вчений-єгиптолог і письменник, який виявив в Луксорі зимою 1873—1874 давньоєгипетський медичний папірус середини 16 століття до н. е. («папірус Еберса»). Папірус Еберса, який наразі зберігається в бібліотеці Лейпцизького університету є унікальним свідченням про медицину Стародавнього Єгипту.

## Наукова діяльність

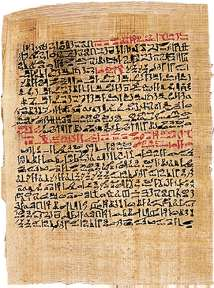
Папірус Еберса

Еберс навчався в Геттінгенському університеті на юридичному факультеті, а потім в Берлінському університеті спеціалізувався на східних мовах і археології. Став спеціалістом з єгиптології, в 1865 році він отримав звання доцента Єнського університету, а в 1870 став професором єгиптології в Лейпцизькому університеті.
Еберс здійснив дві наукові експедиції до Єгипту. Результатом першої стало дослідження «Стародавній Єгипет і книги Моїсея» (1867—1868 рр.), результатом другої — відкриття і дослідження медичного «папірусу Еберса» (1874). Папірус Еберса був першим із знайдених давньоєгипетських документів, що містили розгорнуті свідчення про медицину цього періоду. Папірус являє собою сувій завдовжки понад 20 метрів з 108 колонками тексту. Він датується часами правління Аменхотепа I (приблизно 1536 роки до н. е.)
Фундаментальними науковими працями Еберса стали «Стародавній Єгипет в історії і Письмі» (1880), де він намагався довести, що наукові дані єгиптології підтверджують свідоцтва Біблії, путівник по Єгипту (1886) і життєпис його учителя професора єгиптології Карла Ріхарда Лепсіуса (1885). 1889 року Еберс через стан здоров'я залишив наукову роботу.
Він остаточно оселився в своєму літньому будинку в Тутцингу на березі Штарнберзького озера, де і помер. В Тутцингу Еберса відвідували його друзі — діячі літератури і мистецтва, в тому числі художник Лоуренс Альма-Тадема, за свідченням якого багато єгипетських картин були навіяні йому спілкуванням з Еберсом.

## Літературна діяльність
Еберсу належала ідея популяризації історії Стародавнього Єгипту, його побуту, культури і мистецтва шляхом створення історичних романів. Він виявився талановитим літератором. І після першого роману «Дочка фараона» (1864), який викликав здивування і недовіру в наукових колах, вийшов роман «Уарда» (1877), який вже зустріли із захопленням як широка публіка, так і вчені, які визнали повну відповідність побутових та історичних деталей роману до наукових даних. Характерною особливістю усіх художніх творів Еберса є чудова з усякого погляду науковообґрунтована реконструкція зображуваної епохи, бо кожна деталь, кожний факт був попередньо всебічно проаналізований Еберсом-вченим, перш ніж використовуватися Еберсом-письменником. Таким чином, остаточному втіленню задуму будь-якого роману передувала копітка, по суті науково-дослідна робота.
Еберс написав 12 романів із різних періодів історії Стародавнього Єгипту (цей цикл охоплює період з часів царювання Рамсеса II — середина 14 століття до н. е. — до перших років встановлення над Єгиптом арабського панування в середині VII століття після Різдва Христового), а також декілька романів про європейську історію XVI століття.

## Романи

### Давньоєгипетський цикл
- Дочка фараона (1864, нім. Die ägyptische Kö nigstochter).
- Уарда (1877, нім. Uarda).
- Адже я людина (1878, нім. Homo sum).
- Сестри (1880, нім. Die Schwestern).
- Імператор (1881, нім. Der Kaiser).
- Питання (1881, нім. Eine Frage).
- Серапіс (1885, нім. Serapis).
- Наречена Ніла (1887, нім. Die Nilbraut).
- Ісус Навін (1890, нім. Josua).
- Тернистий шлях (Каракалла) (1892, нім. Per aspera).
- Клеопатра (1893, нім. Kleopatra).
- Арахнея (1897, нім. Arachne).

### Романи з історії XVI століття
- Дружина бургомістра (1882, нім. Die Frau Bürgemeisterin).
- Слово (1882, нім. Ein Wort).
- Гред (1889, нім. Die Gred).
- В кувальному вогні (1894, нім. Im Schmiedefeuer).
- Барбара Бломберг (1896, нім. Barbara Blomberg).

### Праці в перекладі на російську
- Собрание сочинений в 11-ти томах. — М., 1993—1994.
- Собрание сочинений в 9-ти томах. — М., 1997—1998.